# 譜面台

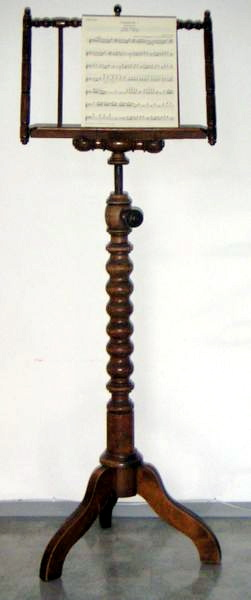
木製の重い据え置き式譜面台。個人宅や教室などで使用されることを想定しており、持ち運びには適していない。

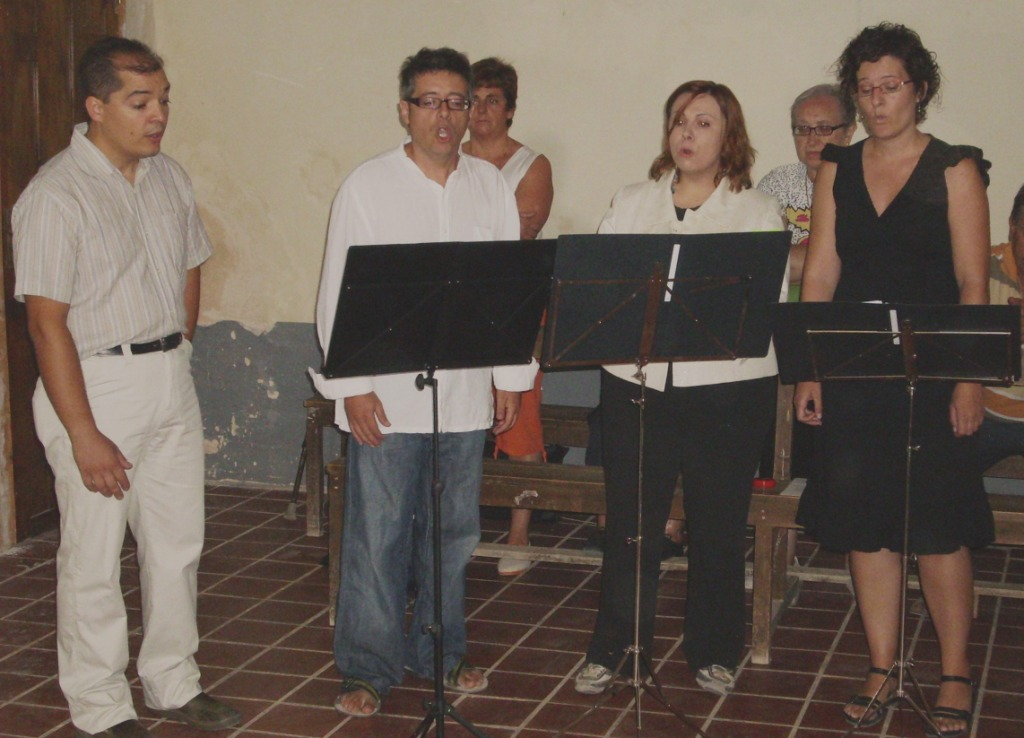
譜面台を用いて演奏を行う声楽アンサンブル。

譜面台（ふめんだい、英: Music stand）は、楽譜を読みやすい位置に保持するための台のことである。
ほとんどの譜面台は、立った状態や座った状態などの演奏スタイルや、演奏者の身長に合わせて高さを調節できるようになっている。また、多くの鍵盤楽器には据付方式もしくは取り外し方式の譜面台が取り付けられている。譜面台を使うことで両手が自由になるので、楽器を演奏したり、指揮を振ったりしながら楽譜を読むことができる。楽器演奏者だけでなく、歌手が歌唱の際に譜面台を使用することもあるが、合唱では通常楽譜をまとめたファイルを手で持ちながら歌い、ソロの場合はメロディーと歌詞を暗記（暗譜）することが多いため、楽器の演奏者に比べると使用頻度は少ない。しかしながら、数百曲のレパートリーを持つラウンジ歌手や結婚式に出演する歌手などは、すべての楽曲を覚えることが困難であるため、譜面台を使用する場合が多い。

## 種類
譜面台にはさまざまな種類があり、多種多様な目的と使用者に対応している。折りたたみ式譜面台は、室外での練習や公演のために持ち運ぶことに適している。折りたたみ式譜面台は通常、アマチュア音楽家によって使用され、プロの音楽家は、折りたたみ式譜面台の使用を、通常の公演会場以外で開催される練習（個人宅での室内楽の練習など）や、小さな演奏会に制限する傾向がある。据え置き式譜面台は、主にプロのオーケストラやビッグバンドが練習や公演のために使用する。

### 折りたたみ式
折りたたみ式譜面台は、数ページの楽譜や薄い歌集を保持するように設計された金属製の安価で軽量なモデルから、重量があり、堅牢で高価なモデルまで様々ある。

#### 軽量のもの

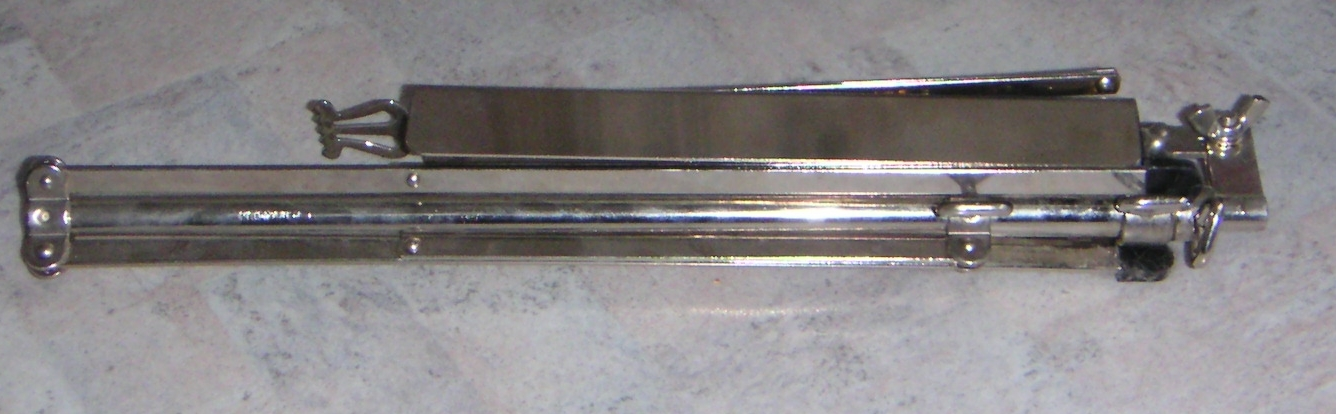
軽量の折りたたみ式譜面台（折りたたまれた状態）。持ち運びに適している。

軽量の折りたたみ式譜面台は、オーケストラの総譜などの重い楽譜を保持するようには設計されていないため、重い楽譜を置くと倒れる可能性が非常に高い（特にページをめくる際に倒れやすい）。軽量の折りたたみ式譜面台は、多くの楽器ケースやリュックサックに収まるよう、全体を小さく折りたたむことが可能であり、携帯性が高い。そのため、練習やオーディション、公演など広く使うことができ、ポピュラーなタイプの譜面台である。アマチュアオーケストラでは、据え置き式譜面台の購入・レンタル費用を節約するため、メンバーひとりひとりに自前の折りたたみ式譜面台を準備してもらい、それを練習や公演に持ち運ぶよう指示している場合もある。
折りたたみ式譜面台は、楽譜を置く部分と、それを支える伸縮式のパイプ状の支柱、譜面台全体を支える三脚で構成される。パイプと三脚は、ねじなどの固定具で希望の高さになるように固定する。この際、立っている状態での演奏のために支柱を長く伸ばした状態で固定して使用すると、楽譜を置いた際に譜面台全体の重心が上部に偏り、倒れやすくなったり、支柱がたわんだりするため注意が必要である。楽譜を置く部分は、楽譜の視認性が高くなるように、水平からわずかに傾斜をつけた状態で固定されている。折りたたみ式譜面台の中には、この傾斜の程度を調整できるものも存在する。また、楽譜を置く部分には、2ページ以上の楽譜や特大の楽譜を開いたまま保持するための金属製のアームが付属している。
また、軽量であるがゆえに、野外で使用する場合は風による影響を受けやすく、場合によっては楽器にぶつかって傷を負わせたり、演奏を中断せざるを得ない場合もある。

#### 重量があるもの
重量のある折りたたみ式譜面台では、通常、メインの支柱として中空のパイプを使用し、三脚に3本の円柱を配置して、譜面台を垂直に保つ。このタイプの譜面台は、数百ページにわたる厚手の楽譜や、大量の楽譜を綴じたバインダーを確実に保持できる。このタイプの譜面台も、軽量の譜面台と同様に支柱の高さを調節して、様々な演奏者や演奏スタイルに対応できるようになっている。

### 据え置き式

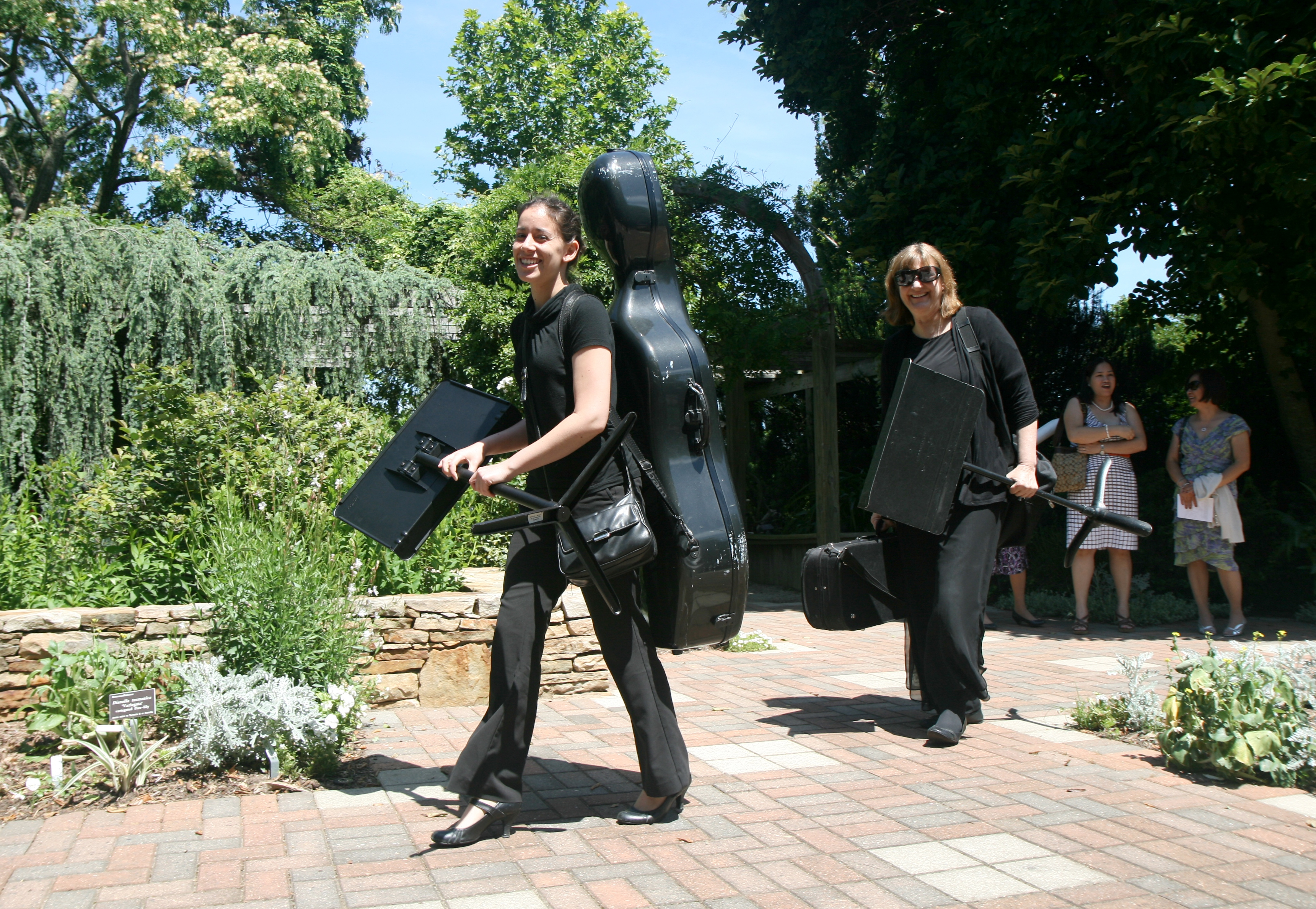
結婚式でのパフォーマンスを終え、据え置き式譜面台を運び出している音楽家。

プロのオーケストラ、コンサート・バンド、ビッグバンドは一般的に、持ち運びが難しい据え置き式の重い譜面台を使う。この種の譜面台は演奏者の黒い服に溶け込んで邪魔にならないように、黒く着色、塗装されているものが多い。楽譜を置く部分はプラスチック製のものと金属製のものがあるが、どちらであっても支柱部分は金属製である。楽譜を置く部分の下に棚を備えているものもあり、鉛筆や弦楽器用のロジン、リハーサル用の器具などを入れておくことができる。高さを調節するために金属製の支柱を上げ下げできる。プロ用の譜面台は、座っている演奏者のために高さを下げたり、立っている演奏者のために高さを上げたりすることができる。重量を軽くするために譜面ラックにミシン目が入っているものも存在するが、これは特に大量の譜面台を運ぶことを考慮されたものである。
これらの譜面台は高さを下げることはできるが、畳んだり広げたりできない。したがって、単身でリハーサルやライブを渡り歩く音楽家にはあまり使われない。この譜面台を動かすことはできるが、フルオーケストラでは50個から100個の譜面台を動かす必要があり、ラックが重いため、運搬トラックや設置するための人員を雇う必要がある。プロ用の譜面台は三脚か四脚であるか、重い金属製の円形の脚を持つことが多い。

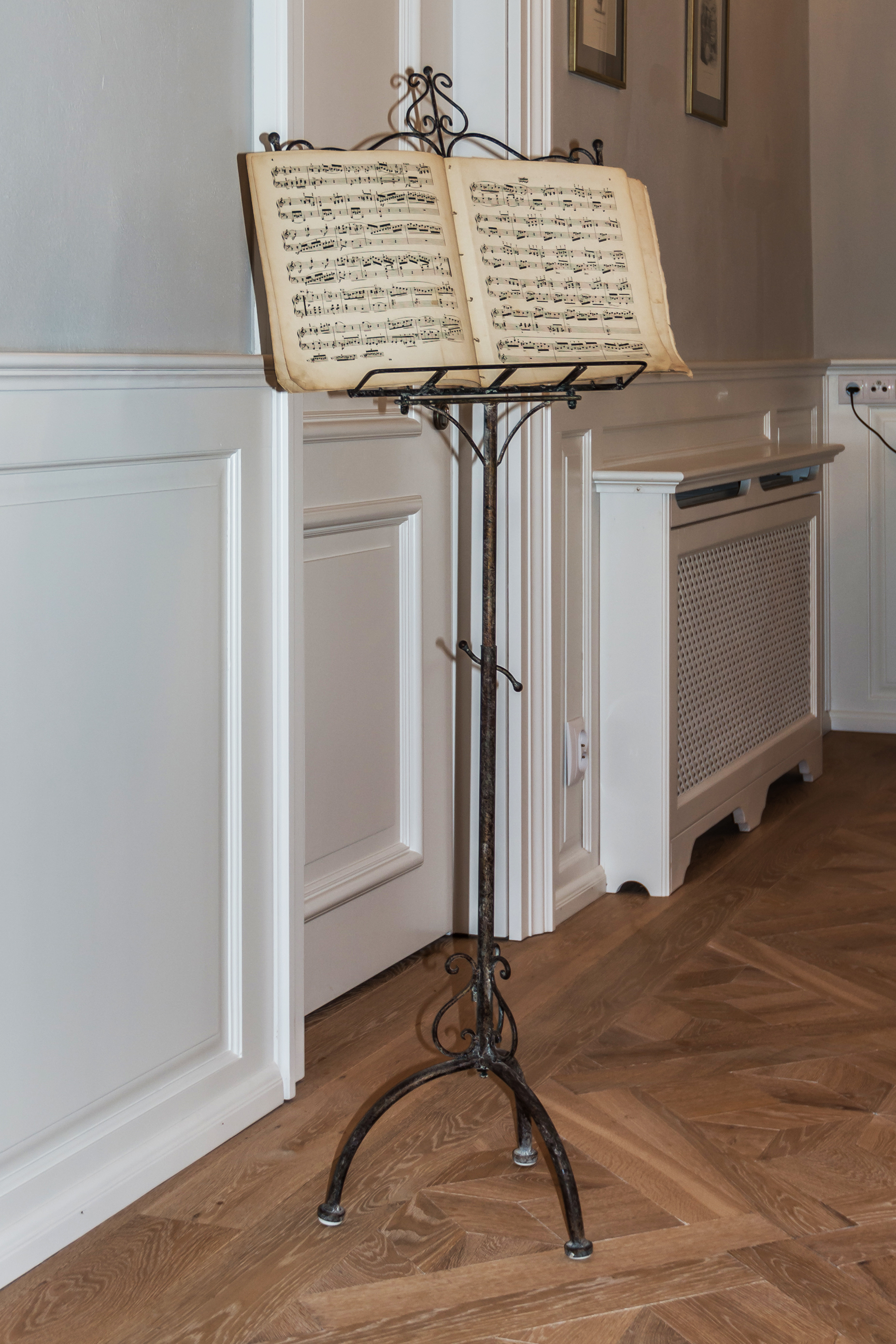
高価なアンティークの譜面台。

すべてのリハーサルやライブに据え置き式のプロ用譜面台を使う音楽家もいるが、その場合、機材をホールに運び込むための移動がより困難になる。そのような音楽家が据え置き式譜面台を使う理由は、重いものや重い楽譜を載せても安定性があること、屋外での演奏でも倒れにくいこと、プロらしく見えることなどがある。また、譜面台の下部に備えられた棚を使い、リハーサルや本番に必要な音楽小物（鉛筆、弦楽器用ロジン、ギター用ピック、木管楽器用リード、金管楽器用バルブオイル、打楽器用チューニングキーなど）を入れておきたいと考える演奏家もいる。
また、木製や金属製の高価な据え置き式譜面台を自宅や音楽スタジオに持っている音楽家もいる。これらの譜面台は持ち運びを考慮されていない。重量や繊細な仕上げのため、これらは個人宅などの一か所でのみ使われるよう意図されている。重量のある譜面台の中には、彫刻された木材で作られ、ローレリーフの彫刻や象嵌細工が施されたものもある。また、ト音記号のような音楽的な意匠が施された真鍮製の譜面台もある。これらの譜面台の中には、それ自体が芸術作品となっているものもある。
ビッグバンドの一部では、リズム体以外のセクションに前面にバンド名などが書かれた机のような譜面台を使うことが有る。この場合でも『リズム体』は前述のような目立たない譜面台を使う。ピアノは楽器に組み込まれた譜面台を使う。

### デジタル式
画面やペダルが内蔵されたデジタル譜面台が1990年代から2000年代あたりから使用され始めた。コンピューターに接続された電子フットペダルを押すか、画面をタップすることでページをめくる。したがって、演奏家は、通常ではページを自身でめくることが難しいソロや室内楽で演奏する際にも、譜めくりをしてもらうボランティアを頼むことなく、自身の手でページをめくることができる。液晶画面や電子ペーパーの技術やコンピュータの小型化によりデジタル式譜面台は後述のタブレットやノート型に置き換わっている。
既存の譜面台に楽譜表示専用の端末や汎用のコンピューターやタブレットを置いて使う場合もある。この場合はデジタル譜面台より持ち運びが楽で汎用性が高く、ピアノなど楽器に組み込まれた譜面台に乗せたり、机の上で使うことも可能である。譜面台を使わなくても自立する端末やアクセサリーもある。

### マーチング・バンド用

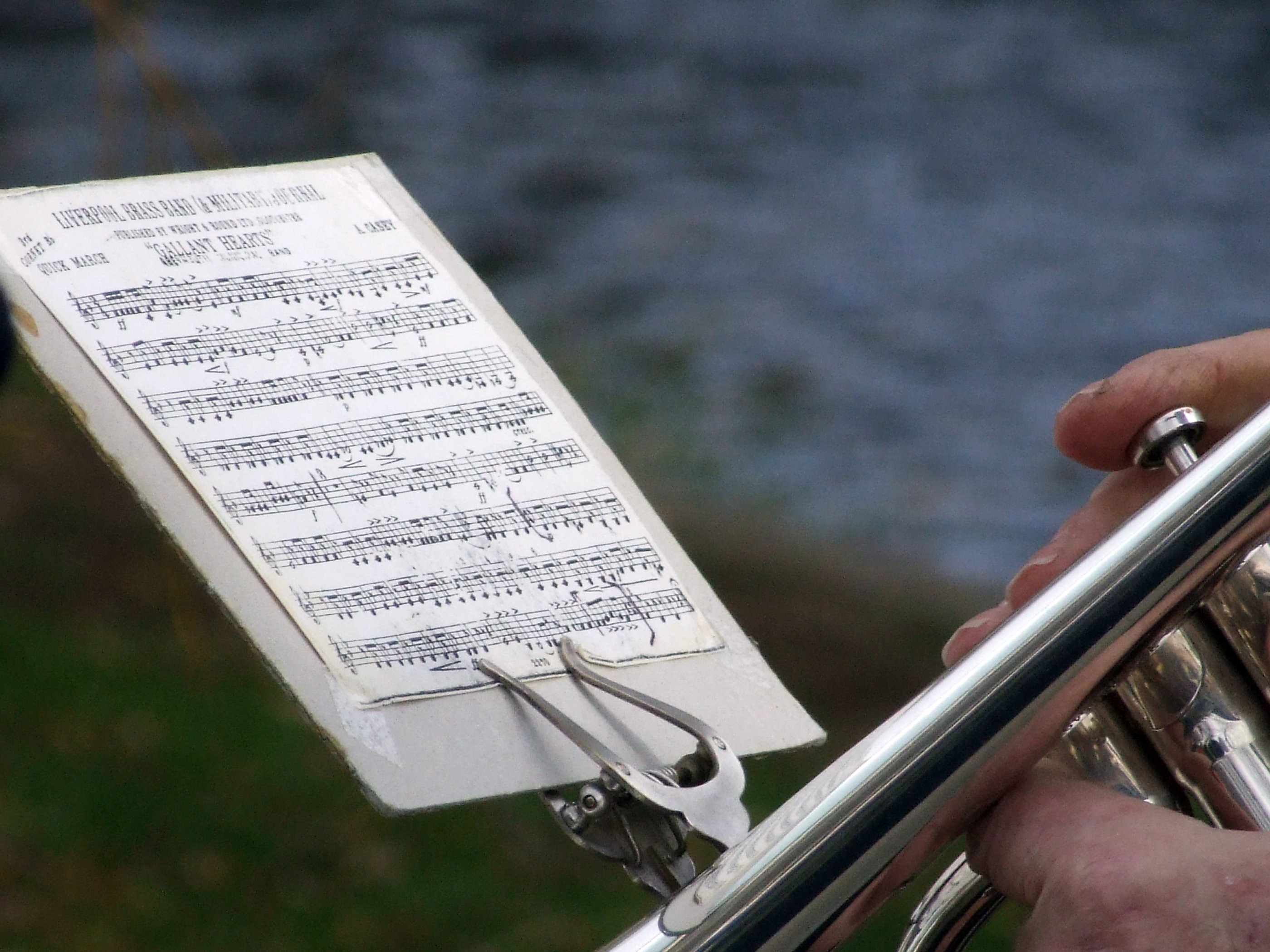
トランペットに付属する「クリップ」。

マーチングバンドやブラスバンドの一部のメンバーは、楽器に取り付けることができる「リラ」または「クリップ」と呼ばれる小さな譜面保持具を使用する。これを用いることで、演奏者はマーチング等の行進中でも楽譜を読むことができる。

### 指揮用

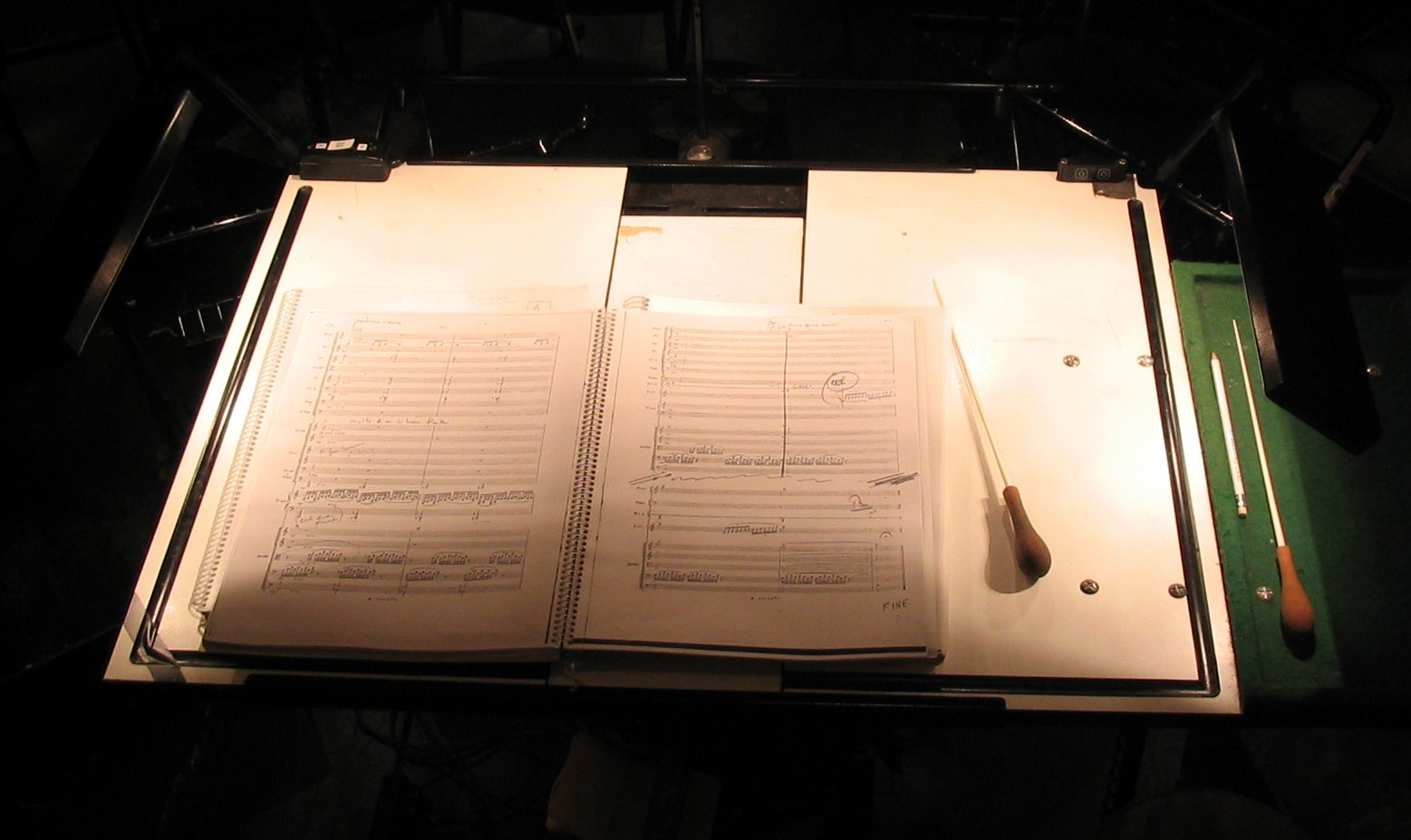
大きく、重い指揮者用譜面台。

重く大きい楽譜を載せることができる、大きく重量がある譜面台は、オーケストラやコンサート・バンド、合唱団、ビッグバンドの指揮者によって使われる。通常、これらの譜面台は容易に運べるようには設計されておらず、一般的にはリハーサルホールやコンサートホールに設置されることを目的とする。指揮者は全楽器のパートを含む総譜を読むため、指揮者用の譜面台は演奏者用のものよりもはるかに平らな角度に調整できなければならない。交響曲によっては、楽譜が厚く、重いこともあるため、指揮用譜面台は重く広い土台を備え、楽譜を置くところを頑丈に作ることによって安定させている。プロの楽器奏者用譜面台と同じく、小さい棚を備えている指揮用譜面台があり、指揮者が指揮棒やハンカチ、老眼鏡、リハーサル用の小型メトロノームなどを入れておくことができる。

### 鍵盤楽器に付属する譜面台
アップライトピアノやグランドピアノ、ステージピアノ、チェンバロ、パイプオルガン、ハモンドオルガン、1980年代以降のキーボードの多くには、楽譜を置くための台がついている。グランドピアノの中には、譜面台を外すことができるものもあり、例えば、演奏者がピアノソロ作品やピアノ協奏曲を暗譜して弾く場合などに台を外すことができる。キーボードの中には、台を外し、リハーサルやライブに持ち運ぶのを容易にできるものもある。もし譜面台がキーボードに固定され、取り外せないとしたら、バンなどの車に積み込むのが困難になり、譜面台が破損しやすくなってしまう。
個人宅やスタジオでの使用を想定された電子ピアノの中には、譜面台が取り外せないものがある。そしてほとんどの電子ピアノユーザーはリハーサルやライブに電子ピアノを持ち運ぼうとはしない。なぜなら、通常の輸送には不向きな特徴（例: キーボードの脚、サステインペダル、ソステヌートペダルが取り外せない）があることが多いためである。リハーサルやライブに日常的にキーボードを持ち運ぶキーボーディストのほとんどはステージピアノを使ったりMIDIキーボードと音源モジュールを使ったりしているが、これらの楽器については、すべての付属品（譜面台、キーボードの脚、サステインペダル）を取り外すことができる。キーボードを複数の部品に分解することができるため、乗用車、さらには小型車でも簡単に運ぶことができる。これに対して、譜面台や脚、ペダルが固定されているハイエンドの電子ピアノを運ぶのには、バンと数人の手伝いが必要である。

### 卓上式

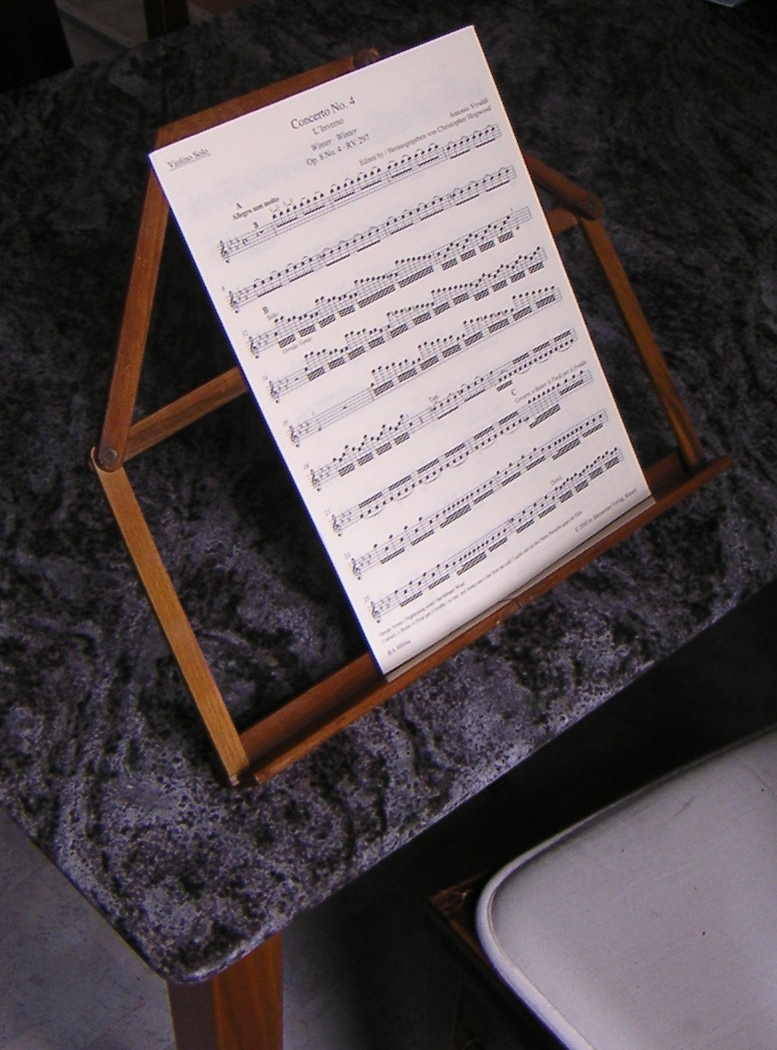
卓上式の譜面台。テーブルの上に置いて用いられている。

譜面台の大半は、希望する高さへ調節するための機構と台座を備え付けているが、テーブルやカウンターなどの卓上で用いるために設計された譜面台もある。

## 課題
外での演奏に際して、風で楽譜が飛ばされたり、間違ったページにめくられたりすることがある。この課題を解決するために、演奏者は金属製のクリップや洋服のピンで楽譜の側面を留めたり、アクリル樹脂のシートを譜面台に敷く。この方法は楽譜が風に吹き飛ばされるのを防ぐ一方で、ページをめくるのを困難にする。また、軽量な折りたたみ式譜面台については、風の強い日には広げた楽譜が帆のような役割を果たして風を受け、台全体が吹き飛ばされることもある。重量のある折りたたみ式譜面台や、プロ用譜面台は、その重量のために屋外のコンサートでも吹き飛ばされる可能性はより小さい。風の強い状況が問題となる屋外のコンサートにおいて、もっとも耐風性のある譜面台は土台が重く、それ自体も重いプロ用の据え置き式のものである。
オペラやバレエ、ミュージカルにおいては、オーケストラ（ミュージカルの場合はバンド）はメインの舞台の正面、低い位置にあるオーケストラピットで演奏することが多い。演出の都合上、公演中に舞台が暗くなったり、客席照明が消されることがある。この暗闇は、ピットでパートやコードチャートを読んでいる音楽家にとっては課題となりうる。この課題を解決するために、小型のスタンドライトが譜面台の上部に留められている。このスタンドライトが観客の気を散らさないように、会場によってはこのライトに「フード」を被せるところもある。もともとは、スタンドライトは白熱電球であったため、ピット全体に延長コードを走らせ、定期的に電球を交換する必要があった。2000年代に入ると、LEDライトが手ごろな価格になったため、電池式LEDライトが広く使われるようになった。LEDライトは延長コードが不要で、電球も半永久的に交換不要である。スタンドライトは薄い折り畳み式譜面台にはあまりしっかりと留めることができないが、プロ用の据え置き式譜面台にはよりしっかりと留めることができる。カナダのとあるヴィオラ奏者は、暗闇での演奏のための、LEDライトを内蔵した譜面台を発明した。

## 譜面机との比較
英語において譜面台は"music stand"と表されるが、standという語は一般的に、支柱(standard)として知られる回転脚や支持部によって、一定の高さに保持されている小さな面の事を指す。楽譜を保持するための傾いた面があれば何であれ譜面台であるが、その機能によって「狭義の譜面台(proper music stand)」と「譜面机(music desk)」という二種類に分けることができる。「狭義の譜面台」は、その名の通り、自立する土台や三脚の上に譜面の置き場所があるという構成で、移動可能なことに加え、高さや角度を調節することができる。「譜面机」も同様に、傾斜可能な譜面置き場を指すが、支柱の上にあるのではなく、むしろ机の一部を構成している。「机(desk)」という単語が元々は読書や執筆のための天板が傾斜した机の事を指したように、わずかな調整だけでただの机を「譜面机」にすることができる。